# Longxi He
Longxi He (kinesiska: 龙溪河) är ett vattendrag i Kina. Det ligger i storstadsområdet Chongqing, i den sydvästra delen av landet, omkring 57 kilometer nordost om det centrala stadsdistriktet Yuzhong.
Genomsnittlig årsnederbörd är 1 492 millimeter. Den regnigaste månaden är september, med i genomsnitt 255 mm nederbörd, och den torraste är januari, med 18 mm nederbörd.